# 之江新语
“之江新语”是《浙江日报》于2003年2月25日在其头版开办的一个专题栏目，作者为时任中共浙江省委书记的习近平，署名“哲欣”。截止到2007年3月25日，“哲欣”总共在该专栏中发表了232篇文章。2007年8月，该专栏发表过的文章按发表时间顺序被集结成书出版发行，书名亦作《之江新语》，署名习近平。除在中国大陆地区出版外，在香港出版了繁体中文版，此书也被翻译成多种语言，在古巴、阿根廷、蒙古等国家和地区出版。